# 景観生態学
景観生態学（けいかんせいたいがく、英語：landscape ecology）は、景観を研究対象とした生態学。ドイツの地理学者、カール・トロールにより1938年に創出された。検討生態学的特徴の基礎となる概念によれば、それらの空間的特性の関係を風景と客観所定の空間的に機能的全体性として、自然のバランスより、いくつかの方向で言及されるか、または方法の構成として見られる検査因果効果構造であるが、景観の諸特性と潜在的な価値を評価し、土地利用に応用することをその目的とする実学として発展した。研究対象は、人間活動の影響が少ない自然域の景観とともに、人間活動の影響が多く反映している都市域の景観を含む。自然科学の枠を超える様々な方面からのアプローチを必要とする分野である。

## 概要
日本景観生態学会によると、景観生態学は、「景観」という空間の諸特性を、様々なスケール、様々な視点から階層的に解明していこうとする学際的な学問である。生態系機能を発揮させ続けていくために必要な地域計画や土地利用施策、すなわちエコロジカル・プランニングに、科学的・論理的基盤を提供する。
主要テーマは以下のようなものである。
- 自然域から都市域まで、様々な場における景観の構造、機能、及びそれらの変化過程
- 景観の構造を創出する生態的・社会的プロセス、逆に景観構造が規定する生態的・社会的プロセス
- 人間活動が景観構造、生態的機能、生態的過程にどのような影響を与え、それらを変化させるのか
- 複数の空間スケールを用いての生態的過程の解明
- 人の感性や文化を含めた景観の総体の理解

「景観生態学」という用語が初めて使用されたのはドイツにおいて1938年である。ドイツの地理学者C.トロールによって創始されたが景観生態学はその後1960年代より自然地理学を中心として研究が蓄積され、1970年代には地理学の一分野として確立した。そればかりでなくこの間景観生態学は自然地理学と人文地理学にわたる複合領域分野として、あるいは応用地理学としても位置づけられるようになった。また植物生態学の概念や研究法が取り入れられ、隣接科学の生態学、造園学、林学の中においてもこの考察方法が取り入れられるようになり、今ではこの研究は国際的広がりを見せ、学際的研究分野とみなされるようにもなった。
カール・トロールの研究が地理学の歴史で最初の定義とした。トロールは1938年のベルリン地学協会学術大会において、「空中写真と大地の生態学的研究」と題して発表したが、その中で熱帯のマングロープ林や白蟻塚の広がる草原、寒帯の周氷河地帯の空中写真などを例示しながら空中写真は景観研究にとって有効な手段であることを述べた。そして写真は植生と地形等の地因子しか映像として現していないが、映像として現された景観の生態的関係を熟知していればその最観形成に関係している土壌や地下水の状態、 人間の関与の程度などをその映像を通して推察することができると考え、「空中写真研究は非常に程度の高い景観生態学Landschaftsekologieである」(Troll,1939)と結論づけ、ここで初めて「景観生態学」を科学的用語として使用した。ランドスケープ・エコロジー研究において風景との間に切欠複合効果構造を優勢な社会とその環境条件とし、空間的に特定の分布パターン（ランドスケープモザイク、ランドスケープパターン）と様々なサイズの自然な空間配置で現された。一方で主に非生物的および生物学的な生態系は生物的要因、インタラクティブな構造と景観生態学の得な情報を検討し自然と環境の両方の領域に渡る。
この分野の第2の発展は、農業と林業に由来し、主に環境保護の懸念によって引き起こされた。ここで問題となるのは、土壌侵食、物質収支、過剰肥料、節水である。ランドスケープと土壌のプロセスをモデル化する際には、一次ポイントデータを表面にスケールアップすることが最も重要なステップであった。これにより、土壌評価のために今日様々な地理情報システム（GIS）が欠かせないツールである。
自然保護計画への移行領域はとりわけ絶滅のおそれのある動植物種の文化的景観や生息地や種の保護の持続可能な利用または開発である。例えば、ECLプロジェクト「私たちの共通のヨーロッパの文化的景観遺産」において、ヨーロッパ全体の学際的な景観管理の研究プロジェクトが開発されているか、Natura 2000の枠組みの中で管理計画の策定が行われている。
もともと地理学と土壌文化によって創設されたこの専門分野は地球科学、農業科学と生命科学の境界線、自然保護と景観計画の応用分野の境界を形成している。それは用語が、ドイツ地理学の伝統的研究対象である“景観「Landschaft」" と，ヘッケル(Haeckel) によって1866年に初めて使用された＂生態学「Okologie」"という語を，トロールが合成したものであるからである。しかしトロールはドイツ語のLandschaft という語が本来の「景観」の意味のほかに地域や風景などにも解され、研究者によって解釈が異なること、またドイツ語以外の外国語に翻訳しにくいという理由から、「景観生態学」を“地生態学「Geookologie」”に改めた(Troll,1968a)。それをうけて自然地理学の分野では地生態学を使う傾向がみられるようになり、プラウンシュパイク大学のように地生態学研究室の設立をみたところもあったが、研究者の判断によってはその後も「景観生態学」が使われるなど混乱をまねいている。景観生態学という用語は「景観」と「生態学」という語の合成であるため、それにはその二つの概念を含むことになる。トロールは「地理学における景観は地球の表面の一部であり、その表現像とその現象体の相互作用により、また内的・外的位置関係によって一定の特性をもつ空間統一体を形造っている。そして、地理学的に自然に引かれた境界を越えて他の特性をもった景観に移行するものである」と定義した(Trol,1950)。トロールの景観とはわれわれが目にする単なる景観・風景を意味するものではなく、例えばある一つの森林景観はある種の樹木が相観的に景観象を現しているが、それはその場における気候地形と土壌、地下水などの地因子の相互作用、 あるいは遷移の時間的経過、人間の関与の度合いなどが総合された結果としての現象である。もし気候や水文条件が変化すれば、その森林景観は別の特性をもった景観に変化することであろうが、トロールは一定の機能をもち、水平的に広がる同質な三次元的空間単位を景観としてとらえているのである。

一方、ヘッケルによって初めて使用された生態学はつねに生物と結びついた科学であり、生物と環境との自然収支の法則にかなった相互関係を研究する学術分野である。トロールは、ヘッケルの意図したこの生物科学としての生態学の概念を用いたのであって、社会、経済、文化の領成まで拡大して使用すべきではない(Troll 1950)と強調している。シュミットヒューゼン(Schmithtisen 1973)もまた、人文景観をただ生態学的に説明しようとすることは、疑いなく袋小路への道に入ると警告している。しかし今日地球上の真の自然生態系は消滅しつつあり、またわれわれが自然梨観とよんでいるものの多くには、何らかの形で人間の手が加わっている。したがって生態学は多くは人間が関与した生態系を扱わなければならないという状況下において、いかに、景観内部の人間の作用を考應すべきかということが問題となる。この間題に対してトロールは、人間の作用が総合的な自然・生物的な所与の条件のもとに営まれていることを認識しているならば、われわれは人間の作用の生態的な基礎について論じることができると述べている(Troll 1966a)。この考え力を基礎に置けば、景観生態学は対象としようとする地域が、たとえ人間の関与があったとしても研究・分析は可能となり、純粋な自然景観地域の他に、二次林地域、農村地域、人間による自然破壊が進行している地域なども研究対象とすることができる。
景観生態学は、これまで批判の的とされてきた「可視的景観」像の説明のみを行うのではなく、三次元的空間である景観の形態とその機能を生態学的に研究するという点に特徴がある。

### 用語/定義
「景観生態学」の定義や景観生態学と呼ばれるべきものは何年もの間議論の余地があった。
区別解釈が、しばしば北米と欧州大陸との間であると、北米の規律でもって（したがって生物学的に）しばしばエコロジーが定義されうる、特定の規模に拘束されることがない相互作用空間パターンと生態学的プロセス（パターンとプロセス）にある。大陸ヨーロッパではランドスケープエコロジーの示す区分より広い地理所与の大規模で詳細な合成統合と全体的なアプローチの文脈で理解地球の表面、風景、居住者との空間的時間的および機能的効果の構造生物とその環境を精査するなど人間も景観の一部とみなされている。
より詳細な分析では、「景観」と「生態学」が異なることを主な理由とする「風景生態学」の定義とは区別される7つのタイプがあることが示されている。
定義1、2及び6で景観生態学の学際科学定義は、定義3と4、5及び7に記載されている科学エコロジーのサブ規律トポロジーと呼ばれることも、応力：生物およびそれらの時空間パターンと生態系プロセスとの関係を決定するために、環境関係を調べる（パターンとプロセス。）。
1. 自然生態系physiognomicな風景個体の理論的分析（例えば、カール・トロール[9]：風景は、天然空間個体とみなされる視覚的特徴に基づいて決定されている - それは風景の形態の目的である）がある。これらのランドスケープ・ユニットを相互の有機的な依存関係を解消する機能的、生態系 - 理論的分析に服従させる。したがって、景観の創造単位は、単に主観的、審美的 - 心理的なものだけではなく、その内面の現実性、したがって客観的性格の表現であることが示されなければならない[10]
2. 主観的に描写された景観の科学的潜在的な分析（例えば、Neef学校[11]）：「ランドスケープ・エコロジーは、土地利用関連の問題を調査する地理的景観調査のサブエリアとして定義される。風景は、天然のユニット、与えられたが、の連続的な接続から人されていない地質地球の表面の周縁化部分は、特定の用途に対して構造的に均一であること、人間の行動の影響を考慮して、これらの景観の潜在的な用途を探求するが、その社会的原因は探求しない」[10]
3. 景観スケールのトポロジー的な生態学（例えば、Forman＆Gordron[12]）：「風景は相互作用する生態系の特徴的な群が繰り返されるマイルとマイルの異質な領域として定義される。森林、牧草地、村などが景観形成の生態系、火災、ハリケーン、農業を、典型的な景観を形成する外乱の例として挙げられている。ランドスケープ・エコロジーは、このクラスターを記述し、土地利用、その生態系間のエネルギー、栄養素および種の交換に関して、その形成と探索を説明している」[13]
4. 生物を中心とした多次元トポロジー生態学（例：John A. Wiens[14]）：風景と風景の生態学は、人間とは無関係に、そして標準を参照することなく明示的に定義されています。ランドスケープは、空間パターンが生態学的プロセスに影響するテンプレート（「テンプレット」）です。調査された特定の種類の生物のみが、どのパターンとプロセスが関連しており、どのスケールの風景があるかを決定する[15]
5. 景観スケールの生物学的組織のトポロジーエコロジー（例えば都市。[16] ターナーら、2001[17]）：「生活はいくつかのレベルで編成し上記されていることを生態学的階層理論で仮定すると、生態系の基礎を成す - 景観レベルが存在。特定の生態系と特定の相互作用頻度との間の高い相互作用率によって構成される。ランドスケープ・エコロジーは、景観レベルでのパターンと生態学的プロセスとの関係を分析する」[18]
6. 自然的、社会的、人間の科学的分析社会生態系（例えば、リーダー[19]  Naveh[20]。トレス[21] Zonneveld[22]。）：「学際的な科学、社会科学であると同時に人間社会とその環境との関係を包括的に探究するために人文分析を行っており、その社会システムとその周辺の生態系は互いに相互作用するだけでなく、景観と呼ばれる全体的な単位を共起させて形成すると考えられている」[18]
7. 文化的に意味が経年風景エコロジーライブを通過（z.B.シューマッハ[23]。ルートヴィヒTrepl[24]。バッチでゲルハルト・ハード[25]。ヴォルフガング・ハーバー[26]）：「科学外部のゴールにより、科学的な研究トピックや質問の選択に案内されている、エコロジーなど、ランドスケープエコロジーが定義されている（あるいは単に未定義の練習：生命の世界を得るために、主に審美的、文化的な原則の景観によって定義され開発して、アイデンティティ、良い人生など、独創性、自然性、自由などを象徴している）景観生態学は、環境管理や景観計画などの実践分野を提示する景観の重要な支持を維持し発展させるために必要な生態学的な知識、すなわち特定の人口と生態系または土地利用で、生産と規制機能のために、これらの運送業者の道具価値を判断するために必要な生態学的知識を提供している」[27]

景観生態学の教科書を著すなど今日の景観生態学研究の第一人者であるパーゼル大学教授のレーザー(H.Leser) は， 地生態学，生物生態学（Biookologic）景観生態学の概念を区分し， 用語の使い分けを明確化しようとした(Leser,1984) 。それによれば，地生態学は地形・土壌・水文・気候の非有機的分野の空間領域及びその機能を、生物生態学は植物と動物分野の空間領域及びその機能を研究対象としている。そして景観生態学は生態学と生物生態学の専門領域とそれに介入する人為領域を含めた景観と景観生態系を研究対象とするように提唱した。しかしながら用語使用の混乱は依然と続いている。ただドイツにおいては「連邦自然保護・景観生態学研究所」が存在し、 国際的には1981年に発足した「国際景観生態学会」などが景観生態学を冠しているように，広く一般的には景観生態学が使用されている。
トロールも景観生態学という言葉を使用したときはこれに明確な定義を与えていない。その後の「地理的景観とその研究」と題する論文(Troll1950)の中では景観生態学の概略的説明および考察方法が紹介されているにすぎず、1954年の「高山の自然の本質について」という論文の中でも景観生態学が述語として使用されているのみである。トロールによる明確な概念規定が見られるのは， 1966年（口頭発表は1963年）になってからである。それによれは景観生態学は、 "dasStudium des gesamten, in einem
bestimmten Landschaftsausschnitt herrschenden komplexen Wirkungsgeftiges
zwischen den Lebensgemeinschaften (Biozonosen) und ihren
Umweltbedingungen (Troll 1968a)と定義されているが、その後トロールはシュミットヒューゼン(SchmithUsen,1968a)の「科学的景観概念」と題する報告のコメントの中で「景観生態学は，非生物的環境条件と複雑に絡み合ったある場所における全ての生物界の研究」と言い換えている。また1970年には「景観生態学は自然空間一生態学的階層に従った一つの地域の研究と各立地において卓越した生態学的作用構造の研究の二つを含んでいなければならない」と補足している(Troll 1970a)。
一方、旧東ドイツのネーフやハーゼらは、景観生態学を"景観収支「Landschaftshaushalt
」"の学として概念づけて研究を進めているがその根源にはトロールの言及がある。1939年論文で、彼は次のように述べている。「空中写真研究は特に俊れた方法で科学分野を結ぴつける働きをする。それは考古学、地学、鉱物学、林学、地形学、植物学、土壌学、農学、植物社会学の
ような異なった歩みをしている科学分野を景観収支という共通の次元に引きよせるものである」とし、ここでは景観収支という語の明確な説明はないが、大気候、小気候、地形、土壌、植生、動物などの相互作用を景観収支ととらえている(Troll,1966a)。つまりある景観には日射や降水のように景観外部からの影響のほか、表流水、地下水、滋旋分などのように隣接した景観との間に物質や水などの出入りがあるので，Haushalt (独和辞内では家庭，家計．会計の訳語がある）という語が使用されている。
以上のようにトロールの考えた景観生態学とはある景観形成に関わりをもつ因子、すなわち気候・地形・土壌・地質• 水・動植物などの地因子の多様な相互作用（景観収支）およびそれに関わる人間の作用を分析して等質的景観単位を区分し，その景観単位の機能（後にレーザーはこれを景観生態系と呼んだ）を明らかにする学とみなすことができる。

## 研究
景観生態学は生態学的（生物学的）および地理的内容の両方を有するので、景観生態学ワーキンググループは多くの大学の生物学的および物理的地理学部に設置されている。景観生態学は以下の大学で学ぶことができる。
ドイツ
グライフスヴァルトの大学（ドイツの科学者、科学者）、ホーエンハイム（科学者）、オルデンブルク（科学者）、ミュンスター（科学者、理学士）、ドイツのボン大学そしてドレスデン。
- ヴァイエンシュテファンの工科大学ミュンヘン校科学センター、主に景観生態学の大元は現在マスタープログラム「環境計画とエンジニアリングエコロジー」の一環として「景観設計と景観計画」が学士課程の景観計画を継続
- ロストック校の土地管理と環境保護

オーストリア
オーストリアでは、ウィーンの天然資源・応用生命科学大学で1980年頃から景観生態学を提供しており、現在は景観計画の研究が行われている。大学機関の緊密なネットワーキングによって、学位プログラムは高度に学際的である。
- ザルツブルクとウィーンの大学は地理学の専門分野としている。ウィーンには、独自の生理的景観のエコロジーラボがある
- グラーツ大学の可能性が不規則な研究経営管理、経済学、地理学、科学、化学（既に廃止）や物理学の専門焦点を補足した環境システム科学（中止）

スイス
ETHチューリッヒで、景観計画と景観生態学研究所を中心とした「国家文化と環境保護」の調査プログラム。
- 主な研究分野には、農業科学、生物学、土壌科学、林業、地質学、地形学、水文学、気候学、計画科学（特に都市計画と地形情報学）が含まれる。また、リモートセンシングや物理、化学、数学の基礎コースは、ほとんどの場合必須

景観生態学的研究は、研究目的に応じた二つの流れが認められる。その一つは景観の地域的研究であり、景観形成に関与している地因子の機能的あるいは定量的な分析、地因子の相互関係の分析によって景観を説明しようとするものである。これは旧西ドイツのトロール門下を中心に研究成果がみられる。もう一つは地域のエコトープやエコトープ組織を区分し、自然地域区分を行うという研究であり、これは主に旧東ドイツにおける研究が多い。
これらの流れとは別に地域計画や自然・景観保護地域の策定、農地整備事業などにおける基礎資料の作成においても景観生態学的分析手法が用いられるようになってきた。いわば応用的研究である。
トロールの景観生態学的研究は、特にヒマラヤ・アンデス・アフリカなどの高山地域の最観の比較ないしは三次元的分析にその成果をみることができる。1966年にトロールの65歳の誕生日を記念して刊行された『生態学的景観研究と比較高山研究J(Troll編1966b) には，それまでの景観生態学に関する主要な論文が収められている。また、「地生態学と高山生態系の世界的相違」(Troll,1972)や、亡くなる年の「景観生態学的観点による高山の比較地狸学」という論文にはトロールのこの種の研究成果が集約されている(Troll 1975)。
トロール流の景観生態学研究は1966年メキシコ市で開催されたユネスコ主催による「新世界の熱帯高山地城研究」と題するシンポジウムを契機に、ドイツ語圏以外の国にも広がっていった。このシンポジウムにおける報告はトロールが編者となり、「熱帯アメリカの山地地域の地生態学」にまとめられ、刊行された (Troll 1968b)。

## 主な専門用語
- パッチ（patch） … 周辺とはその性質や見かけが異なる表面のこと。
- 周縁（edge） … 景観上異なる土地被覆型または生態系が隣接するところ。
- 緑の回廊
- 生息地分断化